# نمیکولوپتروس
نمیکولوپتروس (نام علمی: Nemicolopterus) نام یک سرده از راسته پتروسور است.